# وادي سوس
وادي سوس (ينطق أسِيفْ نْ سُوسْ) هو نهر موسمي في منطقة سوس الأقصى بإقليم سوس ماسة بجنوب غرب المغرب. ينبع من سلسلة جبال الأطلس الداخلية ويصب في المحيط الأطلسي مارّاً عبر سهول فيضية خصبة في حوض يحمل نفس الاسم.

## التسمية
اشتُق اسم الوادي من اسم منطقة سوس التاريخية التي يمر عبرها، والتي تقطنها قبائل سوس الأمازيغية. ويُعرف محليا باللغة الأمازيغية باسم «أسيف ن سوس».

## المنبع والمسار
ينبع النهر من كتلة توبقال بجبال الأطلس الكبير ويأخذ في بداية مساره من المنبع الإتجاه الغربي نحو السهول الفيضية ماراً بتاخوشت و أولوز على السفوح الجنوبية لسلسلة جبال الأطلس الكبير ثم ينعرج قليلاً نحو الجنوب ليمر عبر إيكيدار وأرزان وآيت إيكاس والفريجة ويعرف في هذه المنطقة باسم وادي تفنوت حتى يصل إلى مدينة تارودانت ومنها ينعرج أكثر نحو الجنوب إلى مشرع العين ليصعد قليلاً نحو الشمال مروراً بأولاد إبراهيم و سيدي موسى الحمري ليلتقي به رافده وادي أكورطا من ناحية الشمال ثم ينحدر قليلاً تجاه الغرب ليلتقي به وادي أسن فيهبط جنوباً نحو أولاد تايمة وتكاديرت و آيت ملول ليصعد مرة أخرى نحو الشمال ويتثنى في شكل قوس يحتضن مدينة إنزكان ، صاعداً قليلاً إلى أعلى ثم ينحدر تجاه الجنوب متجها نحو أكادير ليصب في المحيط الأطلسي.

## الروافد والمصب
تلتقي بمجرى الوادي وهو في مسار طريقه نحو المصب أودية موسمية أصغر من جهة الشمال أهما وادي اكورطا وادي اسن ووادي إسناغا ويصب في مياه المحيط الأطلسي. في منطقة تعرف محلياً باسم « تمدي» وهي كلمة مشتقة من اللغة الأمازيغية وتعني الوحل، وتقع على بعد 10 كيلومتر (6,37 ميل) جنوب أكادير و 8 كيلومتر ( 4,17 ميل) شمال إنزكان.

## طوله
يبلغ طول مجرى نهر وادي سوس من منبعه وحتى المصب حوالي 190 كيلومتر (118,060 ميل).

## السدود
أقيمت على مجري الوادي ثلاثة سدود هي:
- سد مختار السوسي
- سد أولوز
- سد تارودانت

## المدن
- تارودانت
- آيت ملول
- إنزكان

## الأهمية الاقتصادية
يعتبر وادي سوس واحد من أهم الموارد المائية جنوب المغرب وتستخدم مياهه في ري الأراضي الزراعية في سهل سوس الذي يعد بدوره واحد من أكثر المناطق الإنتاجية الزراعية المتنامية في المغرب.
وقد عرفت الزراعة في الأراضي الواقعة حوله منذ وقت طويل وكانت المنطقة تاريخياً تشكل مصدر رئيسياً للسكر في أوروبا إبان القرن الثامن عشر قبل ظهور زراعة بنجر السكر في أوروبا، ولا تزال المنطقة مصدر إنتاج زراعي متنوع يشمل الحبوب والفواكه والخضروات والبقوليات بشكل واسع.
وتعتبر المنطقة الساحلية لمصب النهر الواقعة بين أكادير و تزنيت محمية طبيعية وطنية طولها 60 كيلومتر ( 37,49 ميل) وعرضها 5 كيلومترات ( 3,18 ميل) وتعرف باسم متنزه سوس ماسة الوطني.

## معرض الصور

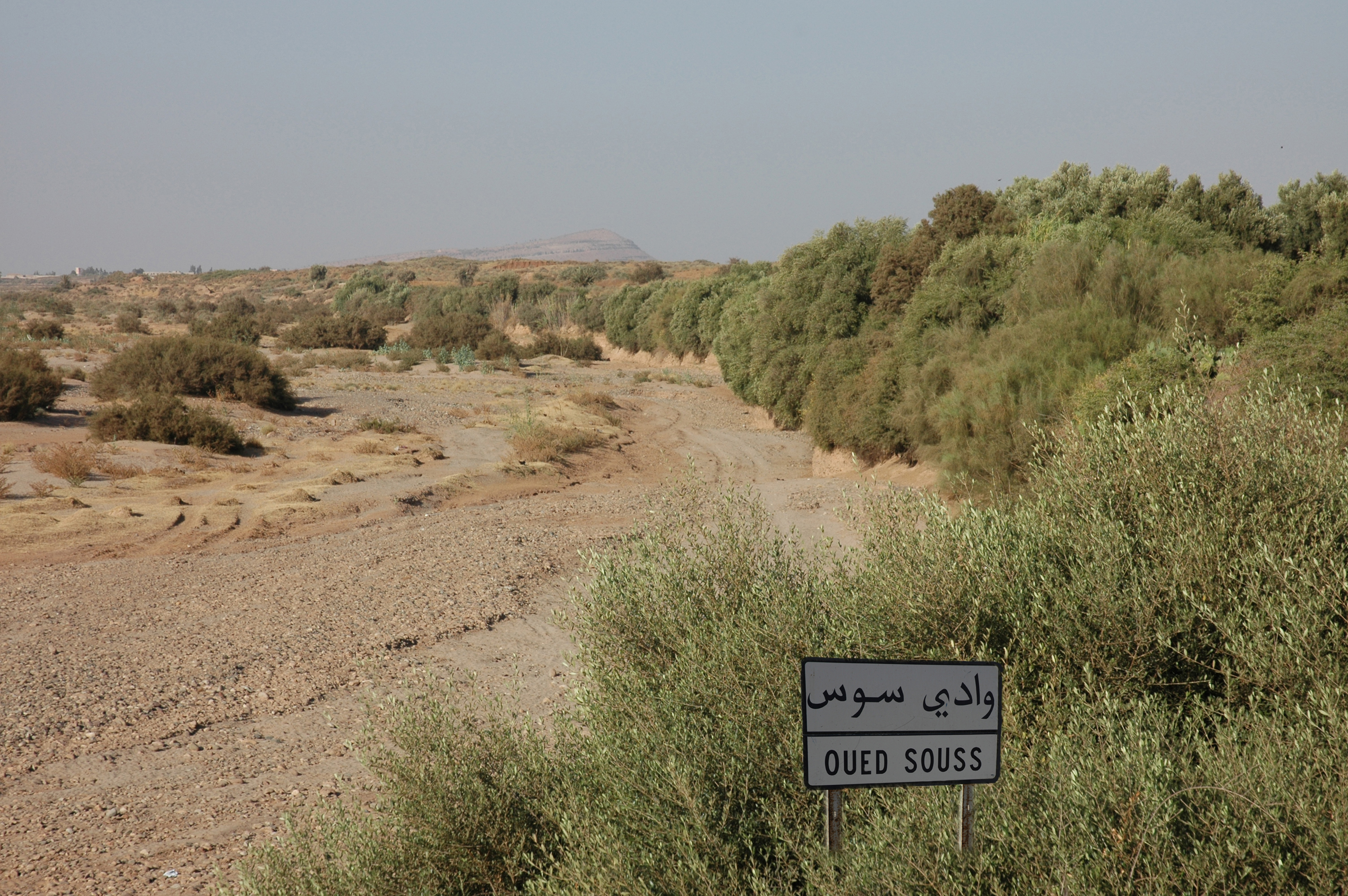
وادي سوس
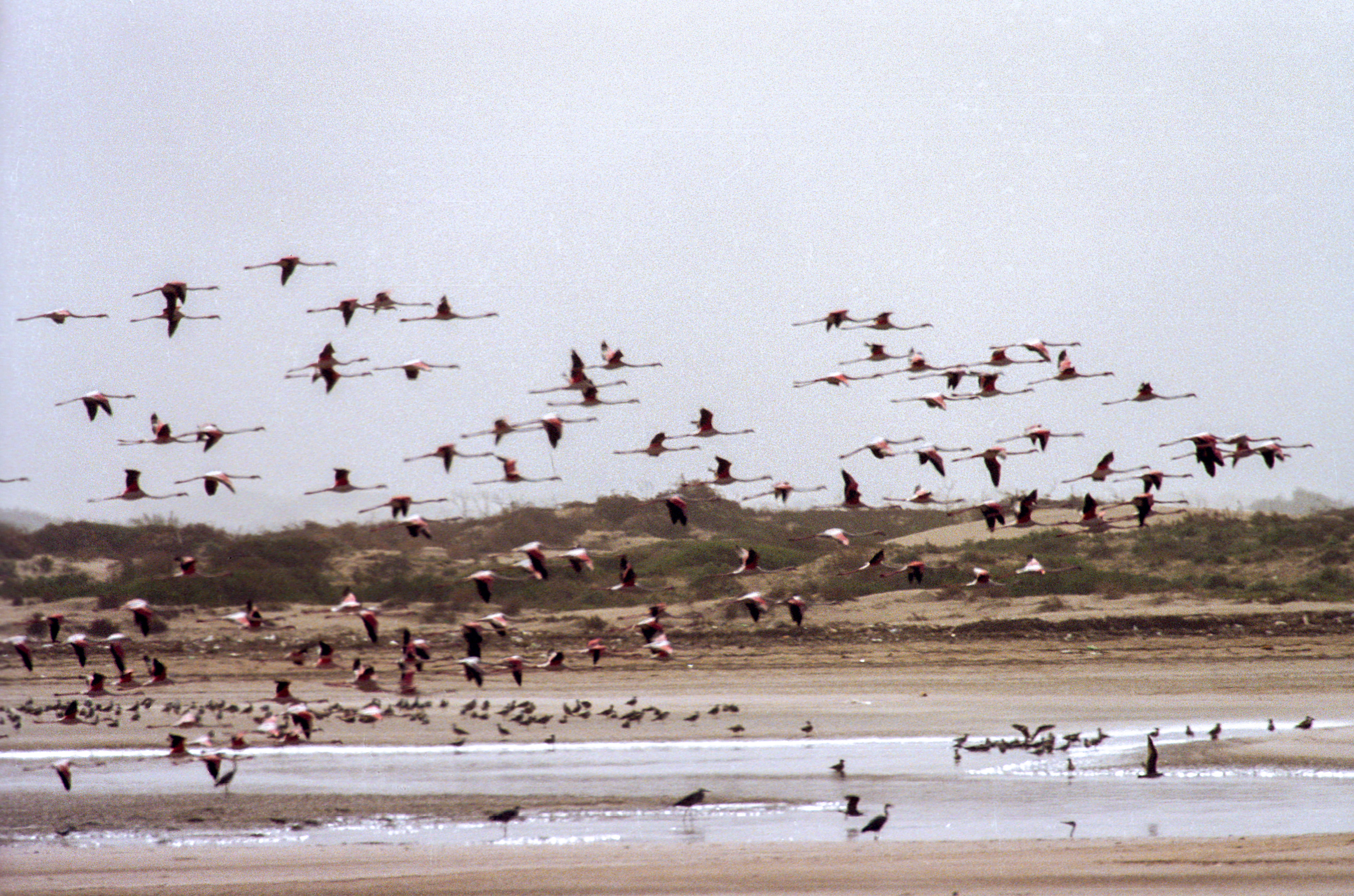
وادي سوس بالقرب من مدينة أكادير
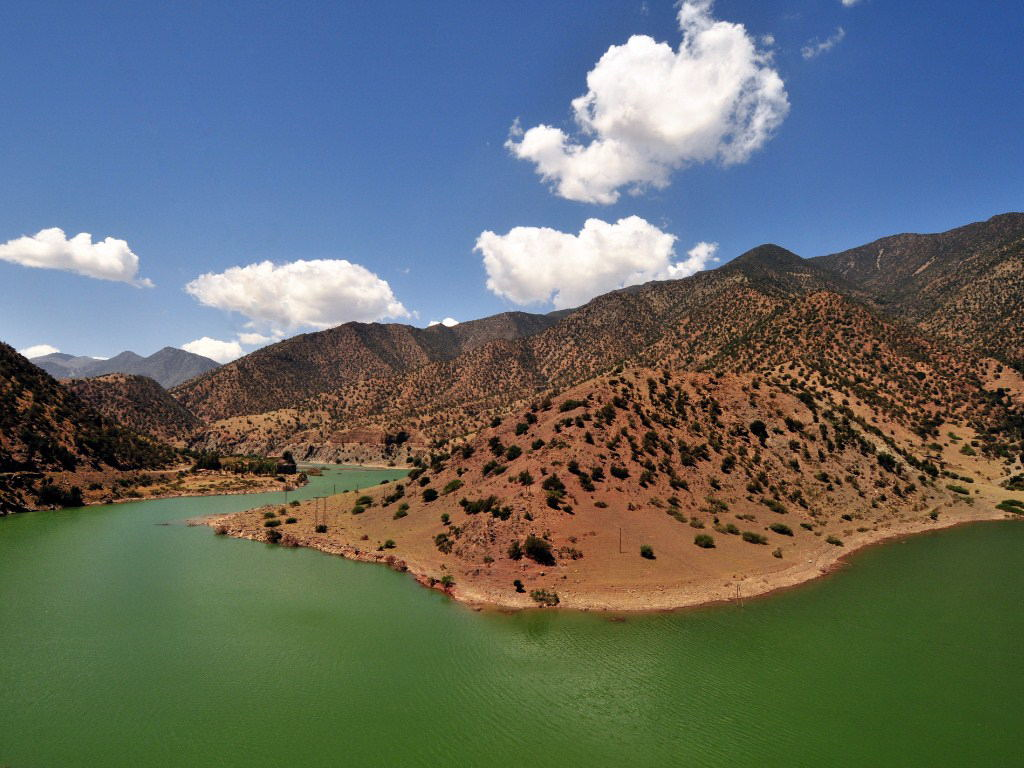
وادي سوس بالقرب من تارودانت
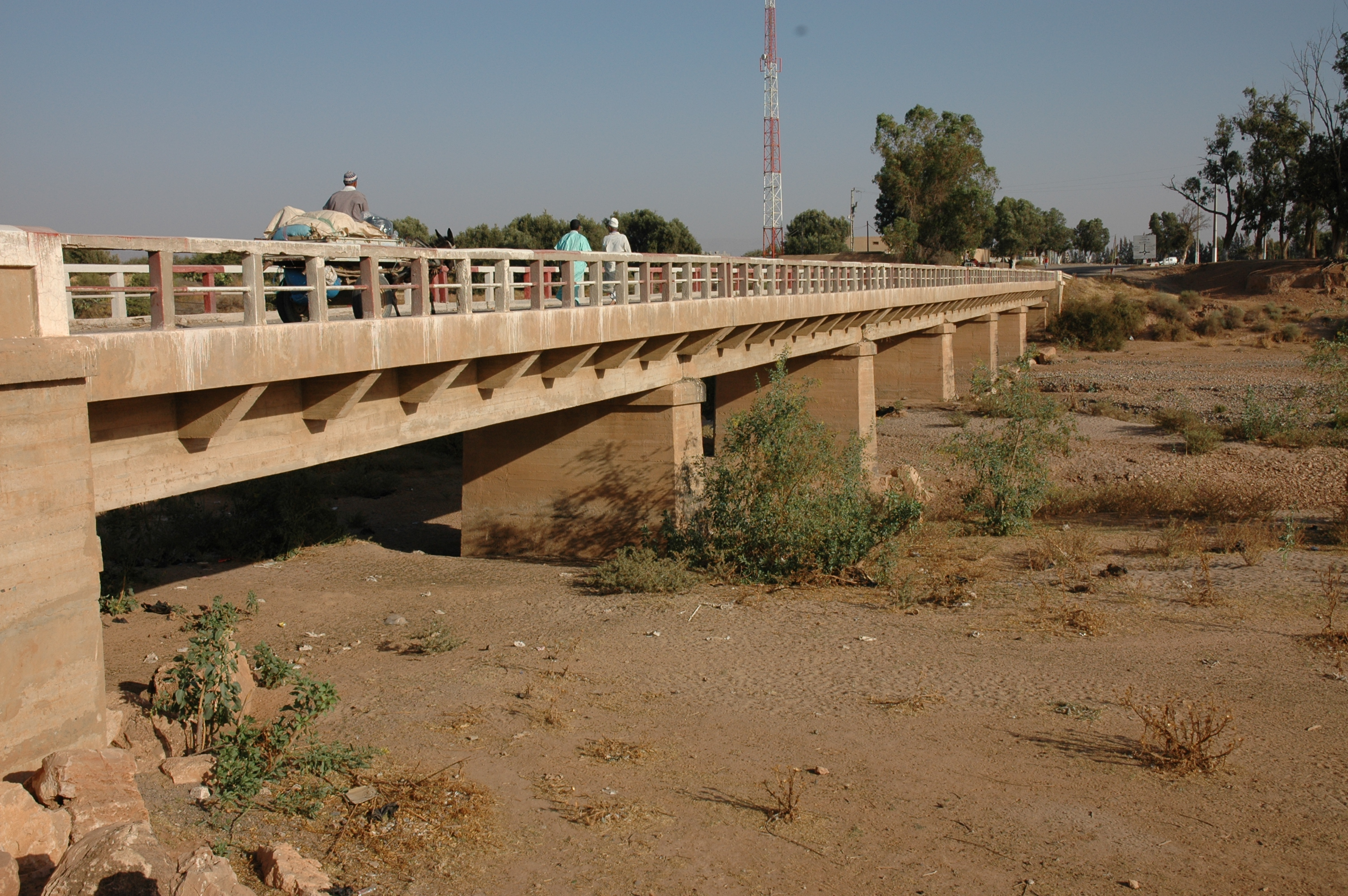
جسر على مجري نهر وادي سوس